# Centro storico di Perugia
Il Centro è il quartiere centrale e più antico della città di Perugia, nel quale sono localizzati il maggior numero di monumenti e di luoghi storici.

## Opere e monumenti storici
- Fontana Maggiore
- Arco Etrusco
- Rocca Paolina
- Pozzo etrusco
- Arco dei Gigli
- Arco di Sant'Ercolano
- Torre degli Sciri
- Palazzo dei Priori
- Cattedrale di San Lorenzo

## Trasporti
Il centro storico di Perugia è provvisto di numerosi servizi di trasporto: a sud del centro troviamo la stazione di Sant'Anna di Rete Ferroviaria Italiana. La stazione di Fontivegge, anch'essa di RFI, si trova appena oltre il confine col centro, ma è collegata ad esso dal Minimetrò che collega Piazza Umbria Jazz, nel quartiere di Pian di Massiano, con la zona del Pincetto. Vi sono inoltre tre impianti di scale mobili: Rocca Paolina, Pincetto e Pellini.